# Michaelskirche (Lublin)

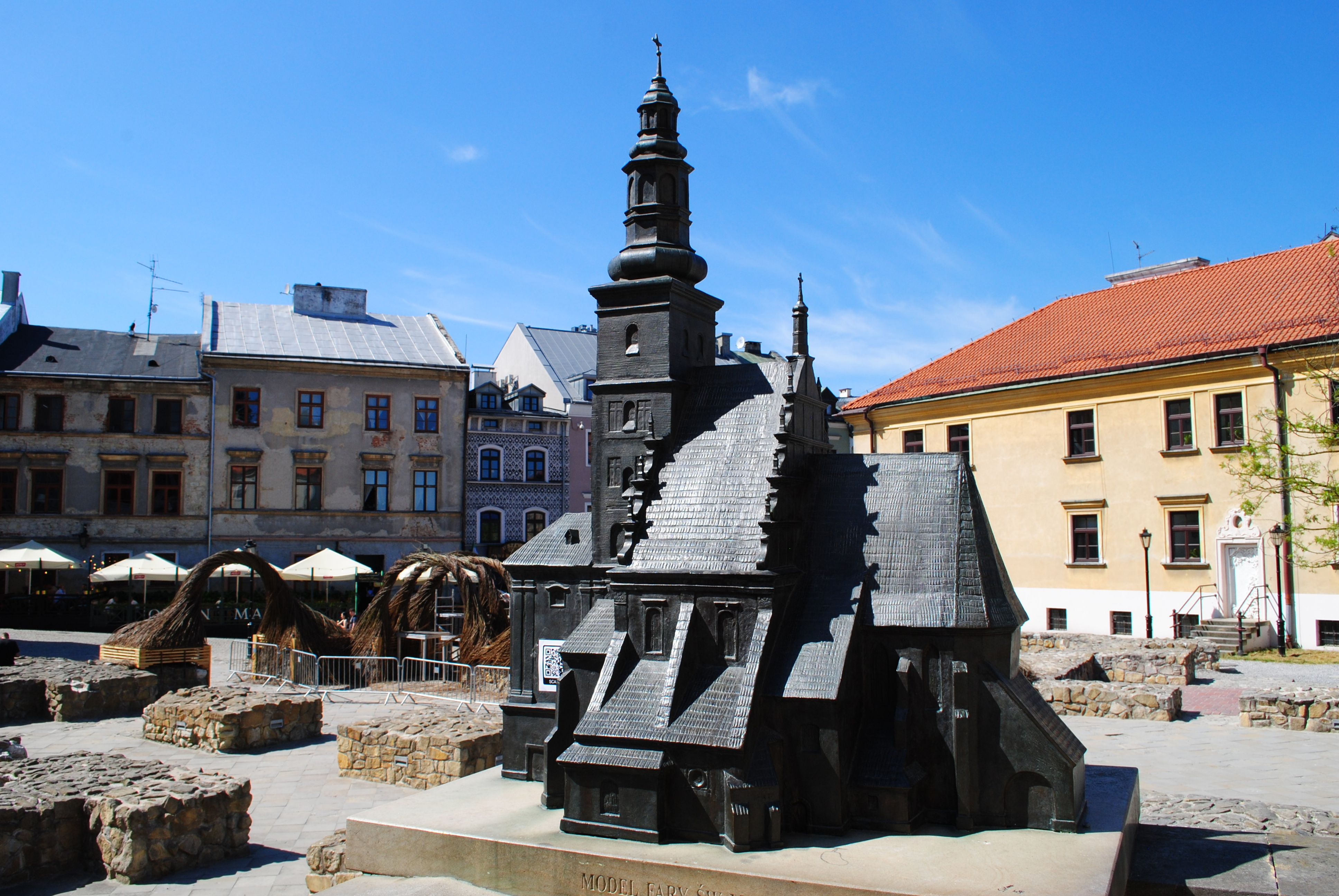
Modell in den Ruinen am Pfarrkirchenplatz in Lublin

Die Michaelskirche (polnisch Kościół św. Michała Archanioła) in Lublin war eine römisch-katholische Kirche in der Lubliner Altstadt.

## Geschichte
Nach einer Legende soll die Kirche bereits 876 bestanden haben. Wahrscheinlicher ist, dass sie erst nach dem Stadtbrand von 1282 errichtet worden ist. Die Michaelskirche war im Hochmittelalter die Hauptpfarrkirche Lublins. Sie wurde im gotischen Stil errichtet. Nach dem Tatareneinfall von 1341 wurde die Kirche ausgebaut. Um die Kirche entstanden eine Schule, ein Spital und ein Friedhof. Im 15. Jahrhundert erhielt sie einen hohen Glockenturm, von dem ab dem 17. Jahrhundert bis ins 19. Jahrhundert ein Hornsignal gespielt wurde. Im 16. Jahrhundert wurde die Kirche in den Rang eines Kollegiatstifts erhoben; es wurden sieben Kapellen angebaut. Nach Bränden 1575, 1653 und 1769 wurde die Kirche jeweils wieder restauriert. 1826 wurde sie zur Kathedrale erhoben. Da sie sich jedoch bereits damals in einem schlechten Zustand befand, übernahm 1832 die ehemalige Jesuitenkirche diese Funktion. Die Michaelskirche verfiel immer mehr, weshalb 1846 der Beschluss gefasst wurde, die Kirche abzutragen. Die Innenausstattung, unter anderem das Epitaph für Sebastian Fabian Klonowic, wurde an umliegende Kirchen verteilt und die Kirche bis 1852 abgerissen. Teilweise mussten die gotischen Mauern gesprengt werden. Die Krypta wurde zugeschüttet und an der Stelle der Kirche ein Platz angelegt, der nach der Kirche benannt ist. Die Toten des Pfarrfriedhofs wurden auf den Lipowa-Friedhof umgebettet.